# Dobja vas
Dobja vas este o localitate din comuna Ravne na Koroškem, Slovenia, cu o populație de 710 locuitori.